# Hawaiian Sunset
Hawaiian Sunset (Lit. "Atardecer hawaiano") es una balada hawaiana compuesta por Sid Tepper/Roy C. Bennett, grabada y popularizada por Elvis Presley que formó parte de la banda sonora de su primera película filmada en Hawaii, titulada Blue Hawai.   El álbum con los temas del film se convirtió en un gran éxito de ventas alcanzando la categoría de disco de oro por la RIAA y permaneció durante unas 39 semanas en el top 10 del Billboard 200 luego de haber estado por unas 20 semanas en el puesto # 1.  Actualmente el álbum está catalogado como triple disco de platino. 

## Grabación
Elvis registró la canción durante sus sesiones de grabación en los estudios Radio Recorders de Hollywood, California el 21 de marzo de 1961 junto a músicos con los que venía trabajando desde los inicios de su carrera como Scotty Moore en la guitarra, D. J. Fontana en la batería y The Jordanaires en los coros. Además contó con la colaboración de otros músicos que le sumaron a la profunda interpretación de Presley, los arreglos instrumentales necesarios dentro del estilo de la música tradicional hawaiana, como Alvino Rey en la steel guitar y Fred Tavares y Bernie Lewis en los ukeleles. El grupo coral The Surfers también participó en dichas grabaciones.

## Letra
La canción es una corta y arrulladora balada típica de la música hawaiana que invita al relax o al descanso a través de sus versos y su música. La letra describe un atarcedecer como muchos otros en las islas, describiendo cada detalle a través de antropomórficas metáforas 
Hawaiian sunset peeping from the sea                                   El atardecer hawaiano asomándose por el mar
Smiles and says Aloha to his sweetheart Hawaii                    Sonríe y dice "Aloha" a su cariñoso Hawaii
The drowsy islands slumber one by one                                Las somnolientas islas se duermen una por una

Close their sleepy eyelids say goodnight to the Sun              Cierren sus somnolientos párpados, digan "buenas noches" al sol

## Ediciones
- Blue Hawaii (álbum) LSP/LPM 2426 -  RCA 20 de octubre de 1961
- The Complete Elvis Presley Masters 88697 11826 2, RCA – 88697 11826 2 - RCA 19 de octubre de 2010 [6] [2]